# Banijay
Banijay Entertainment est un groupe de production et de distribution de contenu audiovisuel franco-italien fondé en 2008 par Stéphane Courbit. Le 1er septembre 2023, Alexia Laroche-Joubert est nommée PDG de Banijay France. Le studio de production est connu pour réaliser des émissions telles que Koh-Lanta, Survivor, MasterChef, Fort Boyard ou des séries comme Versailles. Le groupe est présent dans 21 pays en Europe dont la France, l'Espagne, l'Italie, la Belgique, les Pays-Bas, l'Allemagne, le Royaume-Uni, la Suède, le Danemark, la Norvège, la Finlande et la Pologne ainsi qu'aux États-Unis, Brésil, l'Inde, l'Australie et Nouvelle-Zélande.
En février 2016, sa fusion avec Zodiak Media transforme Banijay Group troisième producteur de contenus indépendants en Europe, avec un chiffre d'affaires s'élevant à près d'un milliard d'euros,. Son catalogue, dont la distribution internationale est géré par Banijay Rights, compte plus de 188 000 heures de programmes, tous genres confondus.
Parmi ses actionnaires, on peut noter Bernard Arnault, Marc Ladreit de Lacharrière, la famille Agnelli, les animateurs Nagui et Cyril Hanouna ou encore le groupe Axa ,.

## Histoire
Banijay Group est constitué par l'acquisition successive de sociétés de production, d'abord en France puis à l'international sous l'impulsion de Stéphane Courbit (LOV Group).
En octobre 2008, Banijay fait l'acquisition de Air Productions, la société de production de Nagui.
En 2009, Banijay acquiert 51 % du capital de Cuarzo producciones, entre à hauteur de 50 % dans le capital de l'Allemand Brainpool et rachète Nordisk Film TV Denmark,.
En mars 2010, Banijay rachète la société de production américaine Bunim Murray pour un montant non-précisé.
En septembre 2012, Banijay acquiert la majorité du capital de l'australien Screentime. La même année, la chaîne Non Stop People et H2O Productions, la société de production de Cyril Hanouna, font leur entrée dans le groupe,.
En 2013, Stéphane Courbit envisage une entrée en bourse de Banijay. La même année, Ambra Multimedia et DLO Producciones rejoignent le groupe,. L'année suivante le groupe lance Banijay Studios North America.
En 2015, Stephen David Entertainment rejoint le groupe et la chaîne Non Stop People est lancée en Espagne,. La même année, en juillet, Banijay et Zodiak Media annoncent leur fusion et donnent naissance au premier producteur indépendant de contenus au monde en février 2016,.
D'autres sociétés rejoignent le groupe, dont 7Wonder, Castaway Television Productions. Par ailleurs, de nouvelles filiales sont créées, telles Banijay Studios France, Banijay Productions Germany, Banijay Studios Italy, ou encore Banijay Asia.
Le 26 octobre 2019, Banijay annonce l'acquisition de son homologue néerlandais Endemol Shine Group, producteur notamment de séries à succès comme Black Mirror ou de nombreuses émissions de téléréalité et de jeux. Ce rachat, qui serait de l'ordre de deux milliards d'euros, constitue un groupe leader mondial devant produire un chiffre d'affaires d'environ trois milliards d'euros. En juillet 2020, Banijay finalise son acquisition d'Endemol.
En 2020, François Riahi est nommé directeur général de la Financière Lov puis du groupe Banijay,,,.
En septembre 2020, l'animateur et producteur français Cyril Hanouna rentre au conseil d'administration de Banijay. En 2020, elle devient Banijay.
En 2022, Banijay et Betclic sont rassemblés dans une nouvelle entité, FL Entertainment et entrent à la bourse d'Amsterdam.

## Banijay Rights
Opérant depuis Londres, Paris et Copenhague, Banijay Rights est la filiale de Banijay Group chargée de la distribution internationale de son catalogue qui compte plus de 20 000 heures de programmes tous genres confondus (formats, fiction, divertissement, etc.), la moitié issue de producteurs indépendants tiers.
En 2009, Banijay Group crée sa filiale de distribution internationale Banijay International.
La fusion de Banijay Group et Zodiak Media en février 2016 entraîne celle de leurs catalogues et de leurs filiales de distribution respectives, Banijay International et Zodiak RIghts, initialement sous le nom de Zodiak Rights.
En janvier 2017, le nom Banijay Rights, fusion de Banijay International et Zodiak Rights, est choisi.
Banijay Rights est dirigée par Cathy Payne depuis avril 2020.
Le 1er septembre 2023, Alexia Laroche-Joubert devient la PDG de Banijay France.

## Sociétés du groupe
| Pays                          | Sociétés | Pays        | Sociétés |
| ----------------------------- | --- | ----------- | --- |
| France                        | - Banijay Production Média - Adventure Line Productions - Banijay Productions - Banijay Studios France - GTV Productions - Banijay Talent - DMLS TV - Endemol France - Shine Fiction - H2O Productions - KM Production - Marathon Studio - Monello Productions - Zodiak Kids - Procidis - Non Stop People - Talent Lab - Terence Films | Royaume-Uni | - BlackLight - Castaway Television Productions - Cut & Mustard - The Comedy Unit - Douglas Road Productions - Dragonfly Film and Television - Darlow Smithson Productions - Electric Robin - Fearless Minds - Fifty Fathoms - House of Tommorow - Zodiak Kids - Initial - IWC Media - Kudos - Kudos North - Vexed Pixie - Neon Ink Productions - The Natural Studios (JV) - OP Talent - RDF Television - Fizz - RDF West - Remarkable Television - Sharp Jack TV - Shine TV - Shiny Button Productions - Sidney Street - Simon's Cat Ltd. - Tiger Aspect Productions - Wild Mercury Productions - Workerbee - Wonder - Little Wonder - Yellow Bird UK - Zeppotron - Definitely |
| Espagne                       | - Cuarzo Producciones - Dlo/Magnolia - Dlo Producciones - Endemol Portugal - Endemol Shine Iberia - Funwood Media - IMA - Shine Iberia - Diagonal Television - Gestmusic - Telegenia - Zeppelin Television - Tuiwok Estudios | États-Unis  | - Banijay Studios North America - Endemol Shine North America - 51 Minds Entertainment - Authentic Entertainment - Truly Original - Bunim/Murray Productions - Yellow Bird US (JV) - Stephen David Entertainment |
| Italie                        | - 4Friends Film - 4Friends Music - Atlantis Film - Aurora TV - Banijay Italia - L'Officina (JV) - Banijay Nonpanic - Banijay Studios Italy - Endemol Shine Italy - Funwood Media - ITV Movie - Movimenti Production | Finlande    | - Banijay Finland - Endemol Shine Finland - Jarowskij Finland |
| Belgique                      | - Banijay Belgium | Danemark    | - Pineapple Entertainment - Nordisk Film TV Denmark - Mastiff Denmark - Metronome Productions A/S - Respirator |
| Allemagne                     | - Brainpool - Raab TV (JV) - Lucky Pics - Banijay Live Artist Brand (BLAB) - Banijay Productions Germany - Endemol Shine Germany - Endemol Shine Beyond - Rainer Laux Productions (JV) - Good Times - MadeFor - MTS Künstler Management - SR Management GmbH                                                                           | Norvège     | - Mastiff Norway - Nordisk Banijay - Rubicon TV |
| Inde                          | - Banijay Asia - Endemol Shine India - Sol (Inde) | Suède       | - Mastiff Sweden - Meter Television - Filmlance International - Jarowskij - Yellow Bird |
| Australie et Nouvelle-Zélande | - Endemol Shine Australie - Screentime - Beyond International | Pays-Bas    | - Blockbuster Media - Endemol Shine Nederland - SimpelZodiak - Southfields - TVBV |
|                               | |             | |

## Productions clés
| Genres de programmes | Productions |
| -------------------- | --- |
| Divertissement       | Survivor (Koh Lanta) - Fort Boyard - Don't Forget the Lyrics! - N'oubliez pas les paroles ! - Popstars - It's Only TV (Touche pas à mon poste !) - Beat The Star - Wife Swap (On a échangé nos mamans)- Undressed - Making of the Mob - Wild Things - All Against 1 (Seul contre tous) - Stars in Danger - Tout le monde veut prendre sa place - Alphabetical (Tout le monde a son mot à dire) - Chacun son tour |
| Télé-réalité         | Temptation Island (L'Ile de la tentation) - Keeping Up with the Kardashians (L'incroyable famille Kardashian) - Party Workers (Les Ch'tis et Les Marseillais) - 71 Degrees North - The Real World - The Simple Life |
| Jeunesse             | Totally Spies! - LoliRock - Foot 2 rue - Objectif Blake ! - Floogals - Magiki |
| Fiction              | Versailles - Occupied - Wolf Creek - Skam France |
| Docu-expérience      | The Secret Life of 4 Year Olds (La vie secrète des enfants) |

## Actionnaires
À sa création en 2008, Banijay Entertainment compte comme actionnaires aux côtés de Stéphane Courbit (LOV Group) : le Groupe Arnault, AMS Industries, ainsi que les familles Agnelli et De Agostini.
Après la fusion de Banijay Group et Zodiak Media intervenue en février 2016, l'actionnariat du groupe est le suivant : LOV Banijay (50,1 % LOV Group, 49,9 % De Agostini Group) : 73,8 %, Vivendi : 26,2 %.
En 2017 et 2019, les animateurs Nagui et Cyril Hanouna achètent pour 20 millions et 2 millions d'euros d'actions chacun, ils détiennent alors 5,3 % et 1,5 % du capital de Banijay Group, ce qui en fait les 4e et 5e actionnaires, derrière Stéphane Courbit (31 %), De Agostini (30,9 %) et Vivendi (28,3 %).
En 2023, le Groupe Ledya achète pour 1 million d'euros d'actions, il détient alors 1 % du capital de Banijay[source secondaire nécessaire].